# Räumgeschirr

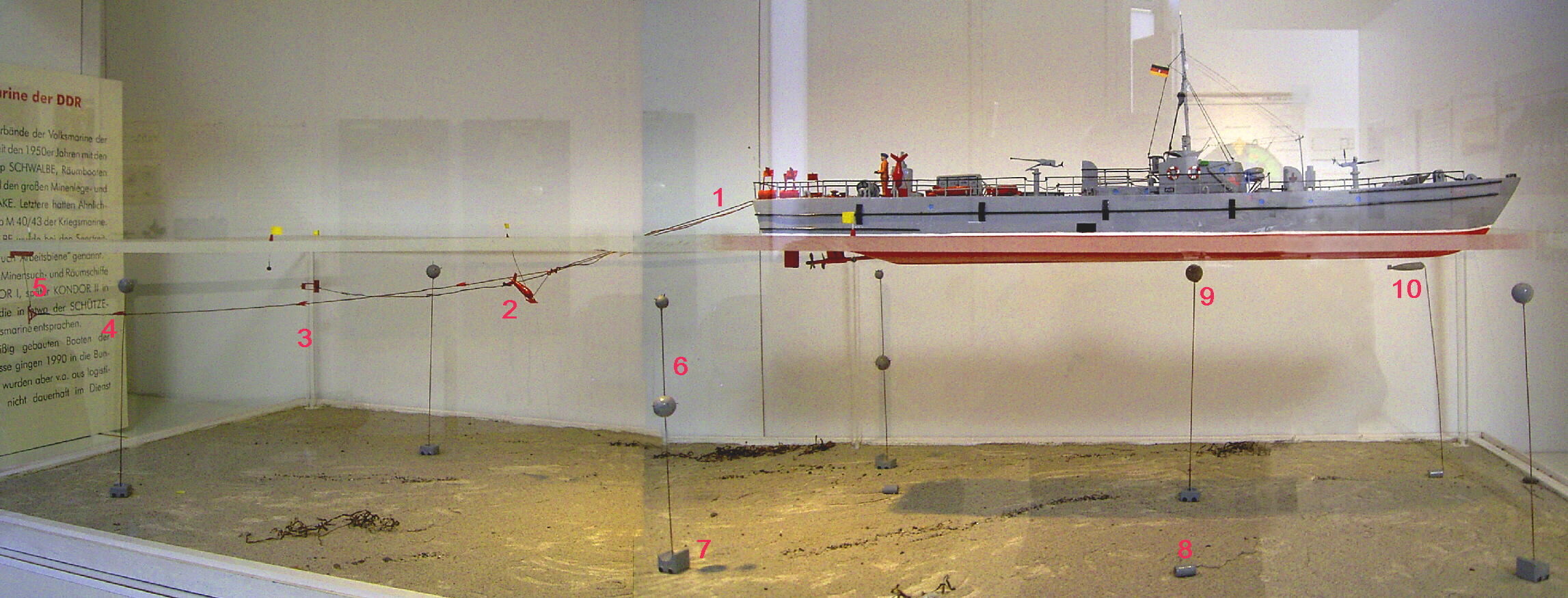
Modell: Räumboot mit ausgebrachtem Räumgeschirr: 1 Schlepptrossen; 2 Tiefendrachen; 3 Greifer; 4 Greifer fasst Ankertau; 5 Scherdrachen

Als Räumgeschirr werden Vorrichtungen verstanden, die zum Räumen von Seeminenfeldern hinter Schiffen nachgeschleppt werden.

## Allgemeines
Beim Räumgeschirr handelt es sich meist um an Stahltrossen von den Räumfahrzeugen nachgeschleppte Geräte, die Kontaktminen zum Aufschwimmen bringen sollen (mechanische Räumung) oder die Minen durch Vortäuschen der Signaturen eines darüber befindlichen Schiffes auslösen (Simulationsräumung).

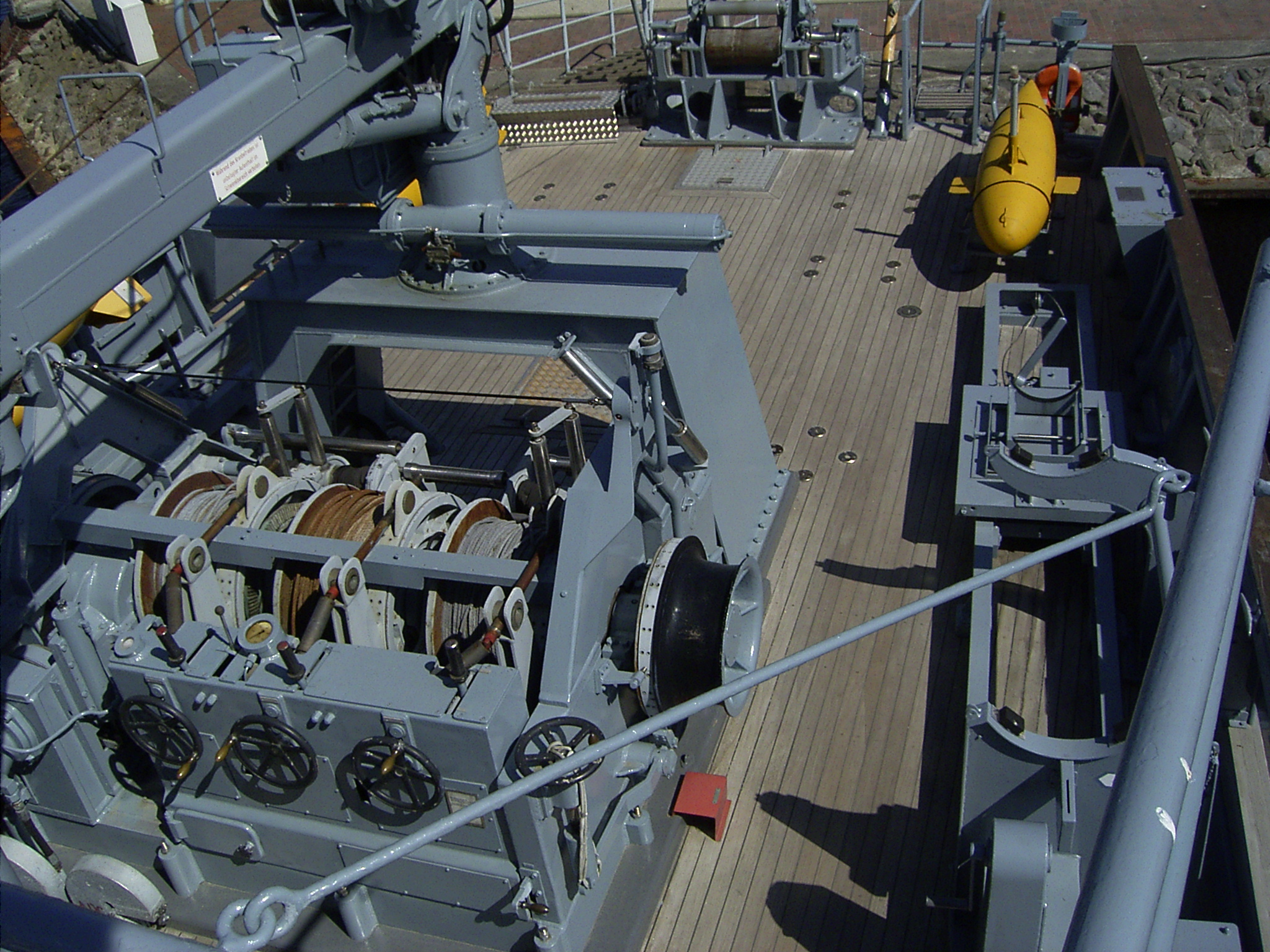
Kran, Winden und Teile des Räumgeschirrs auf einem Minenjagdboot der Lindau-Klasse

Da es Minen mit verschiedenen Auslösemechanismen und diese auch mit verschiedenen Empfindlichkeiten bzw. Tiefeneinstellungen gibt, werden unterschiedliche Räumgeschirre verwendet. Die Räumung eines Minenfeldes erfordert eine wiederholte Befahrung des Minenfeldes mit verschiedenen bzw. verschieden eingestellten Räumgeschirren. Darum sind die Minenabwehrfahrzeuge (bis auf Sperrbrecher) so gebaut, dass sie selbst die Minen in der Regel nicht auslösen. Dies sollen die Räumgeschirre bewirken, so dass durch die langen Schlepptrosse eventuelle Detonationen der Minen in ungefährlichem Abstand vom Boot erfolgen. Kontakt- oder Ankertauminen werden dabei zum Aufschwimmen gebracht und dann mit Bord- oder Handwaffen aus entsprechender Entfernung zerstört.
Einige Minentypen, wie Grundminen und Minen, die auf das Druckfeld eines Schiffes ansprechen, lassen sich mit nachgeschleppten Räumgeschirren nicht beseitigen.
Zum Schutz gelegter Minenfelder werden auch Minenschutzvorrichtungen ausgebracht, die in der Lage sind, Räumgeschirre zu beschädigen oder in ihrer Wirkung zu behindern.

## Anwendung

### Ankertauminen
Das Geschirr zum Räumen klassischer Ankertauminen besteht aus zwei Trossen die von sogenannten Scherdrachen hinter dem fahrenden Boot gespreizt werden, damit nicht nur die Spur des Schiffes selbst, sondern eine entsprechend breitere Gasse geräumt wird. Schwimmer halten das Räumgeschirr dabei auf einer vorbestimmten Tiefe. An den Stahltrossen sind Greifer befestigt, die entweder mechanisch oder mittels kleiner Sprengladungen die Ankertaue oder -Ketten der Minen durchtrennen, wenn diese an der Trosse des Räumgeschirrs entlanggleiten.

### Magnetminen
Zum Räumen von Magnetminen werden sogenannte „Hohlstäbe“ verwendet, die etwa 200 m hinter dem Boot hergeschleppt werden. Die Hohlstäbe sind Schwimmkörper, die Elektromagneten enthalten. Diese Elektromagneten erzeugen eine Störung des Erdmagnetfeldes, wie sie auch von der Stahlmasse eines großen Schiffes hervorgerufen würde.
Da die Hohlstabschwimmkörper groß und schwer sind (10 – 20 m lang und um 20 t schwer) können sie in der Regel nicht an Bord genommen werden, so dass längere Anmarschwege ins Räumgebiet schwierig sind. In Deutschland wurde darum ein System entwickelt, bei dem die Spulen in fernlenkbare Boote eingebaut sind, diese wurden dann verkürzt selbst als Hohlstäbe bezeichnet.
Für den Einsatz von Hohlstäben müssen die Räumfahrzeuge mit leistungsfähigen Generatoren ausgestattet sein, um die nötige elektrische Leistung für die Elektromagneten bereitstellen zu können.

### Minen mit akustischer Zündung

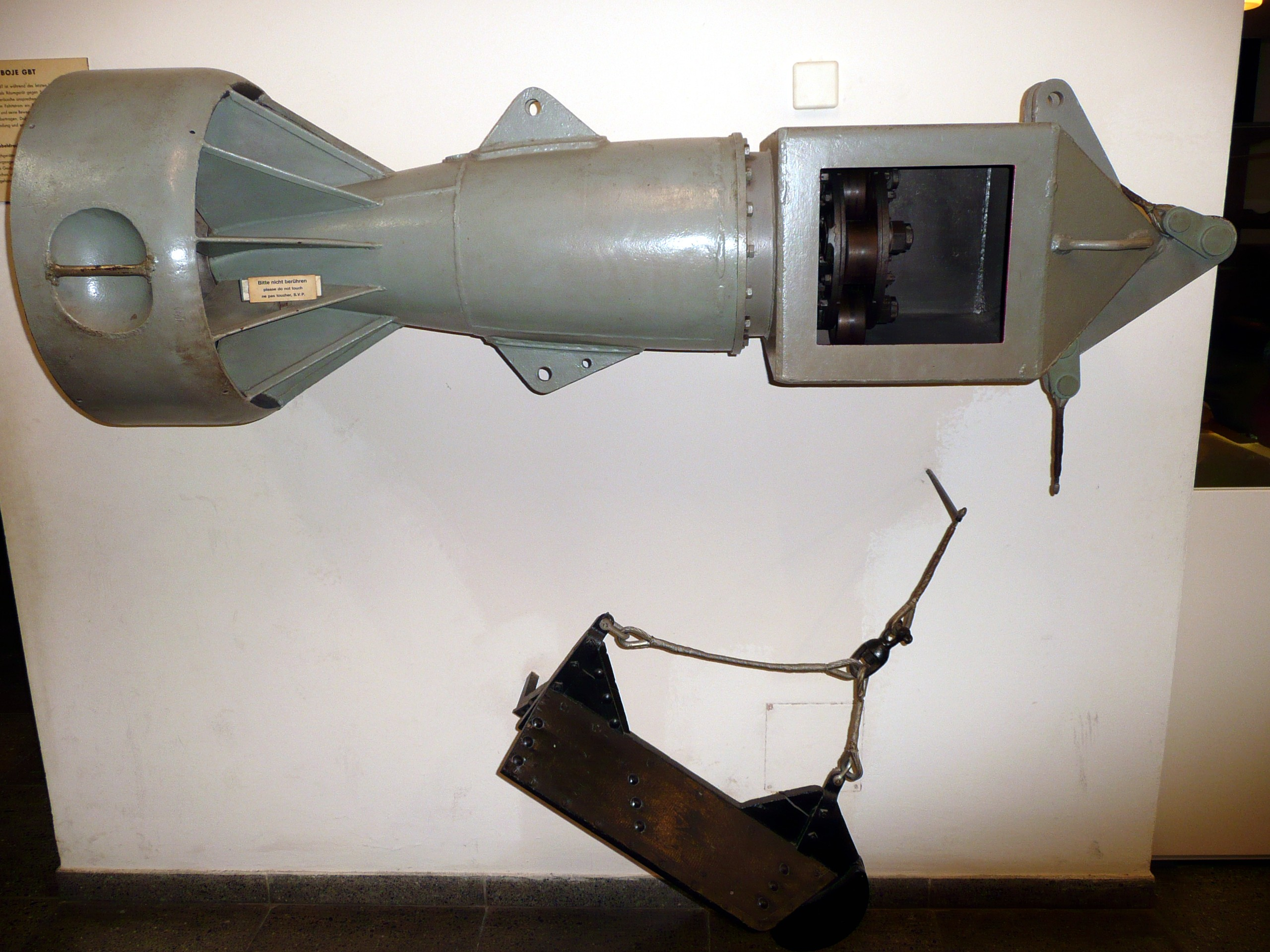
Geräuschboje GBT (Geräuschboje Turbine, „Gebetoni“) der deutschen Kriegsmarine und Bundesmarine

Das Räumen von Minen, die auf die typischen Geräusche von Schiffen ansprechen, geschieht, indem nachgeschleppte Schwimmer mit einer Schallquelle die Minen auslösen. Ursprünglich wurden die Geräusche mechanisch erzeugt, indem ein von der Fahrtströmung angetriebener Propeller am Ende des Schwimmers ein „Klöppelwerk“ in dessen Inneren betätigte, welches so eingestellt war, dass es verschiedene, für Schiffe typische Frequenzen erzeugen konnte. Heute enthält die Boje einen Lautsprecher (Hydrofon) der elektronisch simulierte Geräuschsignaturen abgibt.

### Räumotter
Eine besondere Form der mechanischen Räumung ist der Räumotter. Dieser wird geschleppt und ist ein Unterwassergleiter, welcher die Scherfunktion eines Scherdrachens bereits integriert. Die nach dem Trennen des Ankertaus an der Seeoberfläche auftauchende Seemine wird anschließend gezielt gesprengt.